# Лутицький Леонід Дмитрович
Леонід Дмитрович Лутицький (1 червня 1942, село Осотяне, тепер Зоряне Синельниківського району Дніпропетровської області) — радянський діяч, голова правління колгоспу «Україна» Межівського району Дніпропетровської області. Член ЦК КПРС у 1990—1991 роках.

## Життєпис
У 1959—1962 роках — робітник радгоспу імені Петровського Межівського району Дніпропетровської області.
З 1962 по 1966 рік служив у Радянській армії.
У 1970 році закінчив Дніпропетровський сільськогосподарський інститут.
У 1970—1978 роках — агроном, керуючий відділення, головний агроном радгоспу імені Петровського Межівського району Дніпропетровської області.
Член КПРС з 1973 року.
З лютого 1978 по 1998 рік — голова правління колгоспу (колективного сільськогосподарського підприємства) «Україна» села Новопавлівка Межівського району Дніпропетровської області.
З червня 1998 року працював заступником голови Межівської районної державної адміністрації Дніпропетровської області.
На 2020 рік — пенсіонер.

## Нагороди
- орден «Знак Пошани»
- медалі